# Lista jocurilor video Mario
Această listă conține o enumerare a jocurilor video Mario.
| Titlu                                              | Sistem               | Dată lansare       | Japonia | Statele Unite ale Americii | Uniunea Europeană | Dezvoltator                  |
| -------------------------------------------------- | -------------------- | ------------------ | ------- | -------------------------- | ----------------- | ---------------------------- |
| Mario Bros.                                        | Arcade               | 1983               | DA      | DA                         | NU                | Nintendo                     |
| Mario Bros.                                        | NES                  | 1983               | DA      | DA                         | DA                | Nintendo R&D1                |
| Super Mario Bros.                                  | NES                  | 1985               | DA      | DA                         | DA                | Nintendo EAD                 |
| Super Mario Bros.                                  | Famicom Disk System  | 1986               | DA      | NU                         | NU                |                              |
| Super Mario Bros.: The Lost Levels                 | Famicom Disk System  | 1986               | DA      | NU                         | NU                | Nintendo EAD                 |
| Vs. Super Mario Bros.                              | Arcade               | 1986               | DA      | NU                         | NU                |                              |
| All Night Nippon Super Mario Bros.                 | Famicom Disk System  | 1986               | DA      | NU                         | NU                | Nintendo EAD                 |
| Super Mario Bros. 2                                | NES                  | 1988               | DA      | DA                         | DA                | Nintendo EAD                 |
| Kaettekita Mario Bros.                             | Famicom Disk System  | 1988               | DA      | NU                         | NU                | Nintendo EAD                 |
| Super Mario Bros./Duck Hunt                        | NES                  | 1988               | NU      | DA                         | NU                |                              |
| Super Mario Bros. 3                                | NES                  | 1988               | DA      | DA                         | DA                | Nintendo EAD                 |
| Super Mario Land                                   | Game Boy             | 1989               | DA      | DA                         | DA                | Nintendo R&D1                |
| Dr. Mario                                          | NES & Game Boy       | 1990               | DA      | DA                         | NU                | Nintendo R&D1                |
| VS. Dr. Mario                                      | Arcade               | 1990               | DA      | NU                         | NU                | Nintendo R&D1                |
| Super Mario Bros./Duck Hunt/World Class Track Meet | NES                  | 1990               | NU      | DA                         | NU                |                              |
| Super Mario World                                  | Super NES            | 1990               | DA      | DA                         | DA                | Nintendo EAD                 |
| Super Mario Kart                                   | Super NES            | 1992               | DA      | DA                         | DA                | Nintendo EAD                 |
| Mario Paint                                        | Super NES            | 1992               | DA      | DA                         | DA                | Nintendo R&D1                |
| Super Mario Land 2: 6 Golden Coins                 | Game Boy             | 1992               | DA      | DA                         | DA                | Nintendo R&D1                |
| Mario Is Missing!                                  | NES & Super NES      | 1993               | DA      | DA                         | NU                | The Software Toolworks       |
| Mario's Time Machine                               | Super NES            | 1993               | DA      | DA                         | NU                | Radical Entertainment        |
| Mario and Wario                                    | Super NES            | 1993               | DA      | NU                         | NU                |                              |
| Super Mario All-Stars                              | Super NES            | 1993               | DA      | DA                         | DA                | Nintendo EAD                 |
| Mario's Early Years! Fun with Letters              | Super NES            | 1993               | NU      | DA                         | NU                | The Software Toolworks       |
| Mario's Early Years! Fun with Numbers              | Super NES            | 1993               | NU      | DA                         | NU                | The Software Toolworks       |
| Mario's Early Years! Preschool Fun                 | Super NES            | 1993               | NU      | DA                         | NU                | The Software Toolworks       |
| Wario Land: Super Mario Land 3                     | Game Boy             | 1994               | DA      | DA                         | DA                | Nintendo R&D1                |
| Tetris & Dr. Mario                                 | Super NES            | 1994               | DA      | DA                         | NU                |                              |
| Super Mario All-Stars & World                      | Super NES            | 1994               | DA      | DA                         | DA                |                              |
| Mario's Time Machine                               | NES                  | 1994               | NU      | DA                         | NU                | Radical Entertainment        |
| Mario's Tennis                                     | Virtual Boy          | 1995               | DA      | DA                         | NU                | Nintendo R&D1                |
| Mario Clash                                        | Virtual Boy          | 1995               | DA      | DA                         | NU                | Nintendo R&D1                |
| Mario's Picross                                    | Super NES & Game Boy | 1995               | DA      | DA                         | DA                | Jupiter Corporation          |
| Mario's Super Picross                              | Super NES            | 1995               | DA      | NU                         | NU                | Jupiter Corporation          |
| BS Mario Excitebike                                | Satellaview          | 1995               | DA      | NU                         | NU                |                              |
| BS Dr. Mario                                       | Satellaview          | 1995               | DA      | NU                         | NU                |                              |
| BS Super Mario Bros 3                              | Satellaview          | 1995               | DA      | NU                         | NU                |                              |
| Super Mario World 2: Yoshi's Island                | Super NES            | 1995               | DA      | DA                         | DA                | Nintendo EAD                 |
| Super Mario RPG: Legend of the Seven Stars         | Super NES            | 1996               | DA      | DA                         | NU                | Square                       |
| Super Mario 64                                     | Nintendo 64          | 1996               | DA      | DA                         | DA                | Nintendo EAD                 |
| Mario's Picross 2                                  | Game Boy             | 1996               | DA      | NU                         | NU                | Jupiter Corporation          |
| Mario Kart 64                                      | Nintendo 64          | 1997               | DA      | DA                         | DA                | Nintendo EAD                 |
| Mario no Photopi                                   | Nintendo 64          | 1998               | DA      | NU                         | NU                | Tokyo Electron               |
| Mario Party                                        | Nintendo 64          | 1998               | DA      | DA                         | DA                | Hudson Soft                  |
| Super Mario Bros. Deluxe                           | Game Boy Color       | 1999               | DA      | DA                         | DA                | Nintendo R&D2                |
| Mario Golf                                         | Nintendo 64          | 1999               | DA      | DA                         | DA                |                              |
| Mario Golf                                         | Game Boy Color       | 1999               | DA      | DA                         | NU                |                              |
| Mario Party 2                                      | Nintendo 64          | 1999               | DA      | DA                         | DA                |                              |
| Mario Tennis                                       | Nintendo 64          | 2000               | DA      | DA                         | DA                |                              |
| Mario Tennis                                       | Game Boy Color       | 2000               | DA      | DA                         | DA                |                              |
| Mario Party 3                                      | Nintendo 64          | 2000               | DA      | DA                         | DA                |                              |
| Paper Mario                                        | Nintendo 64          | 2001               | DA      | DA                         | DA                |                              |
| Mario Kart: Super Circuit                          | Game Boy Advance     | 2001               | DA      | DA                         | DA                |                              |
| Super Mario Advance                                | Game Boy Advance     | 2001               | DA      | DA                         | DA                |                              |
| Luigi's Mansion                                    | Nintendo GameCube    | 2001               | DA      | DA                         | DA                |                              |
| Dr. Mario 64                                       | Nintendo 64          | 2001               | NU      | DA                         | NU                |                              |
| Super Mario World: Super Mario Advance 2           | Game Boy Advance     | 2002               | DA      | DA                         | DA                |                              |
| Super Mario Sunshine                               | Nintendo GameCube    | 2002               | DA      | DA                         | DA                | Nintendo EAD                 |
| Mario Party 4                                      | Nintendo GameCube    | 2002               | DA      | DA                         | DA                | Hudson                       |
| Yoshi's Island: Super Mario Advance 3              | Game Boy Advance     | 2002               | DA      | DA                         | DA                | Nintendo EAD                 |
| Super Mario Advance 4: Super Mario Bros. 3         | Game Boy Advance     | 2003               | DA      | DA                         | DA                | Nintendo EAD                 |
| Mario Party 5                                      | Nintendo GameCube    | 2003               | DA      | DA                         | DA                | Hudson                       |
| Mario Kart: Double Dash!!                          | Nintendo GameCube    | 2003               | DA      | DA                         | DA                | Nintendo EAD                 |
| Mario & Luigi: Superstar Saga                      | Game Boy Advance     | 2003               | DA      | DA                         | DA                | AlphaDream                   |
| Mario Golf: Toadstool Tour                         | Nintendo GameCube    | 2003               | DA      | DA                         | DA                | Camelot                      |
| Super Mario Fushigi no Korokoro Party              | Arcade               | 2004               | DA      | NU                         | NU                | Capcom                       |
| Mario vs. Donkey Kong                              | Game Boy Advance     | 2004               | DA      | DA                         | DA                | Nintendo Software Technology |
| Mario Golf: Advance Tour                           | Game Boy Advance     | 2004               | DA      | DA                         | DA                | Camelot                      |
| Classic NES Series: Super Mario Bros.              | Game Boy Advance     | 2004               | DA      | DA                         | DA                |                              |
| Paper Mario: The Thousand-Year Door                | Nintendo GameCube    | 2004               | DA      | DA                         | DA                | Intelligent Systems          |
| Mario Pinball Land                                 | Game Boy Advance     | 2004               | DA      | DA                         | DA                | Fuse Games                   |
| Classic NES Series: Dr. Mario                      | Game Boy Advance     | 2004               | DA      | DA                         | DA                |                              |
| Mario Power Tennis                                 | Nintendo GameCube    | 2004               | DA      | DA                         | DA                | Camelot                      |
| Super Mario 64 DS                                  | Nintendo DS          | 2004               | DA      | DA                         | DA                | Nintendo EAD                 |
| Mario Party 6                                      | Nintendo GameCube    | 2004               | DA      | DA                         | DA                | Hudson                       |
| Famicom Mini: Mario Bros.                          | Game Boy Advance     | 2004               | DA      | NU                         | NU                |                              |
| Famicom Mini: Super Mario Bros. 2                  | Game Boy Advance     | 2004               | DA      | NU                         | NU                | Nintendo EAD                 |
| Yoshi Topsy-Turvy                                  | Game Boy Advance     | 9 decembrie 2004   | DA      | DA                         | DA                | Artoon                       |
| Mario Party Advance                                | Game Boy Advance     | 13 ianuarie 2005   | DA      | DA                         | NU                | Hudson Soft                  |
| Dance Dance Revolution: Mario Mix                  | Nintendo GameCube    | 14 iulie 2005      | DA      | DA                         | DA                | Konami                       |
| Mario Superstar Baseball                           | Nintendo GameCube    | 21 iulie 2005      | DA      | DA                         | DA                | Namco                        |
| Dr. Mario & Puzzle League                          | Game Boy Advance     | 13 septembrie 2005 | DA      | DA                         | DA                |                              |
| Mario Tennis: Power Tour                           | Game Boy Advance     | 13 septembrie 2005 | DA      | DA                         | DA                | Camelot                      |
| Super Princess Peach                               | Nintendo DS          | 20 octombrie 2005  | DA      | DA                         | DA                | Nintendo SPD                 |
| Super Mario Fushigi no Korokoro Party 2            | Arcade               | octombrie 2005     | DA      |                            |                   | Capcom                       |
| Mario Party 7                                      | Nintendo GameCube    | 7 noiembrie 2005   | DA      | DA                         | DA                | Hudson                       |
| Mario Kart DS                                      | Nintendo DS          | 14 noiembrie 2005  | DA      | DA                         | DA                | Nintendo EAD                 |
| Super Mario Strikers (Mario Smash Football)        | Nintendo GameCube    | 18 noiembrie 2005  | DA      | DA                         | DA                | Next Level Games             |
| Mario & Luigi: Partners in Time                    | Nintendo DS          | 28 noiembrie 2005  | DA      | DA                         | DA                | AlphaDream & Nintendo        |
| Mario Kart Arcade GP                               | Arcade               | 2005               | DA      | DA                         | DA                | Namco                        |
| New Super Mario Bros.                              | Nintendo DS          | 2006               | DA      | DA                         | DA                | Nintendo EAD                 |
| Mario Hoops 3-on-3                                 | Nintendo DS          | 2006               | DA      | DA                         | DA                | Square Enix                  |
| Mario vs. Donkey Kong 2: March of the Minis        | Nintendo DS          | 2006               | DA      | DA                         | DA                | Nintendo Software Technology |
| Super Paper Mario                                  | Wii                  | aprilie 2007       | DA      | DA                         | DA                | Camelot                      |
| Mario Party 8                                      | Wii                  | mai 2007           | DA      | DA                         | DA                | Hudson                       |
| Mario Strikers Charged                             | Wii                  | iulie 2007         | DA      | DA                         | DA                | Next Level Games             |
| Super Mario Galaxy                                 | Wii                  | noiembrie 2007     | DA      | DA                         | DA                | Nintendo EAD                 |
| Mario Kart Arcade GP 2                             | Arcade               | 2007               | DA      | DA                         | -                 | Bandai Namco                 |
| Dr. Mario Online Px (Dr. Mario Online Rx)          | Wii                  | martie 2008        | DA      | DA                         | -                 | Arika                        |
| Mario Kart Wii                                     | Wii                  | aprilie 2008       | DA      | DA                         | DA                | Nintendo EAD                 |
| Mario Super Sluggers                               | Wii                  | iunie 2008         | DA      | DA                         | -                 | Bandai Namco                 |
| Wario Land: Shake it!                              | Wii                  | iulie 2008         | DA      | DA                         | DA                | Good - Feel                  |
| New Play Control! Mario Power Tennis               | Wii                  | ianuarie 2009      | DA      | DA                         | -                 | Nintendo                     |
| Warioware: Snapped!                                | Nintendo DS          | 2008/2009          | DA      | DA                         | -                 | Nintendo SPD                 |
| Dr. Mario Express                                  | Nintendo DS          | 2008/2009          | DA      | DA                         | -                 | Arika                        |
| New Play Control! Donkey Kong Jungle Beat          | Wii                  | 2008/2009          | DA      | DA                         | -                 | Nintendo EAD                 |
| Mario vs. Donkey Kong: Minis March Again!          | Nintendo DS          | 2009               | DA      | DA                         | -                 | Nintendo Software Technology |
| Mario & Luigi: Bowser's Inside Story               | Nintendo DS          | 2009               | DA      | DA                         | -                 | AlphaDream                   |
| Mario & Sonic at the Olympic Winter Games          | Wii                  | 2009               | DA      | DA                         | DA                | SEGA                         |
| Mario & Sonic at the Olympic Winter Games          | Nintendo DS          | 2009               | DA      | DA                         | DA                | SEGA                         |
| New Super Mario Bros. Wii                          | Wii                  | 2009               | DA      | DA                         | -                 | Nintendo EAD                 |
| Game & Watch: Mario's Cement Factory               | Nintendo DS          | 2009/2010          | DA      | DA                         | -                 | Nintendo R&D1                |
| Warioware: D.I.Y.                                  | Nintendo DS          | 2009/2010          | DA      | DA                         | -                 | Nintendo SPD                 |
| Warioware: D.I.Y. Showcase                         | Wii                  | 2009/2010          | DA      | DA                         | -                 | Nintendo SPD                 |
| Game & Watch: Donkey Kong Jr.                      | Nintendo DS          | 2009/2010          | DA      | DA                         | -                 | Nintendo EAD                 |
| Super Mario Galaxy 2                               | Wii                  | 2010               | DA      | DA                         | -                 | Nintendo EAD                 |
| Super Mario Bros. 25th Anniversary Edition         | Wii                  | 2010               | DA      | NU                         | -                 |                              |
| Mario vs. Donkey Kong: Mini-Land Mayhem!           | Nintendo DS          | 2010               | DA      | DA                         | -                 | Nintendo Software Techno     |
| Donkey Kong Country Returns                        | Wii                  | 2010               | DA      | DA                         | -                 | Retro Studios                |
| Super Mario All-Stars Limited Edition              | Wii                  | 2010               | DA      | DA                         | -                 |                              |
| Mario Sports Mix                                   | Wii                  | 2010/2011          | DA      | DA                         | -                 | Square Enix                  |
| Super Mario 3D Land                                | Nintendo 3DS         | 2011               | DA      | DA                         | DA                | Nintendo EAD                 |
| Mario and Sonic at the London 2012 Olympic Games   | Wii                  | 2011               | DA      | DA                         | DA                | SEGA                         |
| Mario Kart 7                                       | Nintendo 3DS         | 2011               | DA      | DA                         | -                 | Nintendo EAD                 |
| Mario and Sonic at the London 2012 Olympic Games   | Nintendo 3DS         | 2012               | DA      | DA                         | DA                | SEGA                         |
| Mario Party 9                                      | Wii                  | 2012               | DA      | DA                         | -                 | Nd Cube                      |
| Mario Tennis Open                                  | Nintendo 3DS         | 2012               | DA      | DA                         | -                 | Camelot                      |
| New Super Mario Bros. 2                            | Nintendo 3DS         | 2012               | DA      | DA                         | -                 | Nintendo EAD                 |
| Donkey Kong Original Edition                       | Nintendo 3DS         | 2012               | DA      | DA                         | -                 | Nintendo                     |
| Paper Mario Sticker Star                           | Nintendo 3DS         | 2012               | DA      | DA                         | -                 | Intelligent Systems          |
| New Super Mario Bros. U                            | Wii U                | 2012               | DA      | DA                         | -                 | Nintendo EAD                 |
| Luigi's Mansion: Dark Moon (Luigi's Mansion 2)     | Nintendo 3DS         | 2013               | DA      | DA                         | -                 | Next Level Games             |
| Mario vs. Donkey Kong: Minis on the Move           | Nintendo 3DS         | 2013               | DA      | DA                         | -                 |                              |
| Photos with Mario                                  | Nintendo 3DS         | 2013/2014          | DA      | DA                         | -                 |                              |
| Donkey Kong Country Returns 3D                     | Nintendo 3DS         | 2013               | DA      | DA                         | -                 |                              |
| Game & Wario                                       | Wii U                | 2013               | DA      | DA                         | -                 |                              |
| Mario & Luigi: Dream Team                          | Nintendo 3DS         | 2013               | DA      | DA                         | -                 | AlphaDream                   |
| New Super Luigi U                                  | Wii U                | 13 iulie 2013      | DA      | DA                         | -                 |                              |